# Dizy, Marne
Dizy är en kommun i departementet Marne i regionen Grand Est (tidigare regionen Champagne-Ardenne) i nordöstra Frankrike. Kommunen ligger i kantonen Ay som tillhör arrondissementet Épernay. År 2022 hade Dizy 1 485 invånare.

## Befolkningsutveckling
Antalet invånare i kommunen Dizy
| Referens: INSEE |